# Daniele Radini Tedeschi
Daniele Radini Tedeschi (Roma, 17 settembre 1986) è un critico d'arte, storico dell'arte e personaggio televisivo italiano.

## Biografia
Ha conseguito la laurea in Storia dell'arte moderna all'Università di Roma "La Sapienza" con la tesi L'estetica del simile e del peggiore nella pittura del Seicento ottenendo la votazione di 110 su 110 e lode.
Ricopre le cariche di vicepresidente del comitato per le celebrazioni de il Sodoma, ente presieduto dal professor Claudio Strinati.
È stato insignito, nella città di Napoli, del riconoscimento Ad Haustum Doctrinarum per alti meriti nel campo della storia dell'arte (con il Patrocinio dei Beni Culturali e della Rai).
Nel 2012 ha curato insieme a Claudio Strinati un convegno di studi all'Accademia nazionale dei Lincei dedicato alla figura artistica del pittore Giovanni Antonio Bazzi detto il Sodoma, e nel 2013 ha partecipato con l'Accademia nazionale di San Luca alla tavola rotonda conclusiva della conferenza Internazionale di Uppsala su Caravaggio.
Nel 2011, 2014 e 2017 è stato direttore artistico delle prime tre edizioni della Esposizione triennale di arti visive a Roma.
È stato nominato dal ministero della cultura del Guatemala commissario del padiglione nazionale alla 56. edizione della Biennale di Venezia del 2015, curatore nel 2017 e curatore della Biennale di Architettura nel 2018.
Dal 9 settembre 2019 è stato opinionista del programma televisivo Vieni da me, talk show di Rai 1 condotto da Caterina Balivo, ma già nella seconda puntata è stato artefice di una controversia verbale con la showgirl e conduttrice televisiva Alba Parietti.
Nel 2022 ha pubblicato romanzo Come passeri sui cavi scritto assieme a Stefania Pieralice e candidato al LXXVI Premio Strega.
Nel 2024 ha partecipato come concorrente alla diciottesima edizione de L'isola dei famosi.

## Pubblicazioni
- Arsenico su tela. Trattati di pittura e scultura dal Dugento sino al secolo XX ai quali fa seguito l'inventario fotografico (2007) Editore Città Nuova ISBN 9788898084012
- Giovan Antonio Bazzi detto il Sodoma (Vercelli 1477 - Siena 1549): dissertazione sulla teoria delle influenze e sul metodo fisiognomico attraverso le botteghe di Padova, Ferrara e Vercelli Verf.(2008) ISBN 9788898084005
- Studi e schede di arte veneta, coautore assieme a Sergio Rossi (2010) ISBN 9788863811063
- Sodoma. La vita, le opere, gli allievi di uno dei massimi artisti del Rinascimento (2010) Edizioni Rosa dei Venti ISBN 9788898084029
- Pittura a Brescia e nelle Valli (2011) Edizioni Rosa dei Venti ISBN 9788898084050
- L'esausta clessidra (2011) Edizioni Rosa dei Venti ISBN 9788898084074
- Itinerari d'arte contemporanea. Dalla crisi alla figurazione attraverso la Triennale di Roma 2011 (2011) Edizioni Rosa dei Venti ISBN 9788898084098
- Manent, Libro d'oro dell'Arte Contemporanea (2012) Edizioni Rosa dei Venti ISBN 9788898084036
- Renzo Tonello, arte nel cuore
- Caravaggio. Il corpus filologico completo indagato attraverso simboli e ideali (2012) Edizioni Rosa dei Venti ISBN 9788898084043
- Caravaggio o della Vulgata (2012), De Luca Editori d'Arte, ISBN 978-88-6557-080-7
- Esposizione Triennale di Arti Visive a Roma 2014 Tiltestetica (Giorgio Mondadori Editore),ISBN 978-88-6052-549-9
- Un inedito di Luca Giordano (2014) (Editoriale Giorgio Mondadori), ISBN/EAN: 978-88-6052-581-9
- Last Paradise (2014) (Editoriale Giorgio Mondadori), ISBN 9788860525802
- Sweet Death, 56. Esposizione Internazionale d'Arte, La Biennale di Venezia, (2015) (Editoriale Giorgio Mondadori), ISBN 978-88-6052-622-9
- La Marge, 57. Esposizione Internazionale d'Arte, La Biennale di Venezia, (2017) (Edizioni Start)
- Stigma, 16. Esposizione Internazionale di Architettura, La Biennale di Venezia, (2018)
- Come passeri sui cavi (2022) coautore con Stefania Pieralice (Start edizioni), ISBN 9788894678901
- Sodoma in the Collection of The Metropolitan Museum of Art (2023), Start, ISBN 978-88-9467-8925